# Seznam slovenskih vojaških enot Jugoslovanske vojske v domovini
Seznam slovenskih vojaških enot Jugoslovanske vojske v domovini.

## Odredi
- Osrednji oz. Centralni odred (JVvD) se je razvil iz Dolenjskega odreda (JVvD), ki mu je najprej poveljeval kapetan Milan Kranjc - Kajtmir, predhodno poveljnik lažnega »štajerskega bataljona«, nakar je poveljstvo prevzel Borut Koprivica - Danilo, orožniški major. Pod njegovim poveljstvo je Centralni četniški odred poražen pri Grčaricah, s tem pa je bilo dejansko tudi konec »plave garde« v Sloveniji. Na Dolenjskem velja še omeniti Mirnski odred (JVvD) pod poveljstvom poročnika Janeza Marna oz. Črtomira Mraka, ki je svoj 1. bataljon Dolenjskega partizanskega odreda v celoti prevedel na četniško stran.

- Na Primorskem je deloval Primorski oz. Soški odred (JVvD), kateremu je poveljeval kapetan Ratomir Cotič - Vuk. Odred se je skupaj z ostalimi četniki, ki so se umikali pred JLA maja 1945 v celoti umaknil v Italijo.

- Notranjski odred (JVvD), ki ga je nekaj časa vodil major Andrej Glušić, se je skupaj s Primorskim odredom in veliko skupino srbskih četnikov predal zavezniškim silam v Italiji.

- Na Gorenjskem je deloval manjši Gorenjski odred (JVvD), ki ga je najprej vodil poročnik Jože Hlebec - Krpan, zatem pa kapetan Milko Pirih. Skupaj z domobranci se je umaknil na Koroško.

- Ljubljanski odred (JVvD) je vodil kapetan Albin Cerkvenik, ki je v glavnem ščitil četniške radijske postaje za zveze z generalom Dražo Mihailovićem in zavezniškim poveljstvom na Srednjem vzhodu.

- Štajerski odred (JVvD), ki je deloval samostojno in na koncu leta 1945 tudi javno sodeloval z Nemci, je vodil narednik (pozneje povišan v poročnika) Jože Melaher - Zmagoslav, ki je uspel 75 svojih četnikov srečno prepeljati iz Koroške v Italijo, v britansko ujetništvo.

## Polki
Polki JVvD - Sloveniji so obstojali samo v mobilizacijskih načrtih. Namreč, iz že navedenih četniških odredov naj bi v poveljstvo slovenskih četniških enot formirali tudi naslednje polke:
- Dolenjski polk JVvD
- Notranjski polk JVvD
- Gorenjski polk JVvD
- Soški polk JVvD

Seveda, do realizacije tega načrta ni prišlo.

## Brigade
- 3. planinska brigada slovenskih trup JVvD je bila načrtovana kot četniška enota v okviru Slovenske narodne vojske, ki je bila ustanovljena v začetku maja 1945 v Ljubljani. Dejansko se se samo Štajerski četniški odred kot Dravski planinski bataljon pod poveljstvom narednika Melaherja priključil tej formaciji, ki se je sicer uradno imenovala Slovenska armada JVvD (imeli izkaznice).